# 油渣
油渣，是将富含脂肪的肉类等提炼出动物油脂后残留的残渣。
猪、鹅、鸡、牛、羊等都是油渣的重要来源。

## 来源

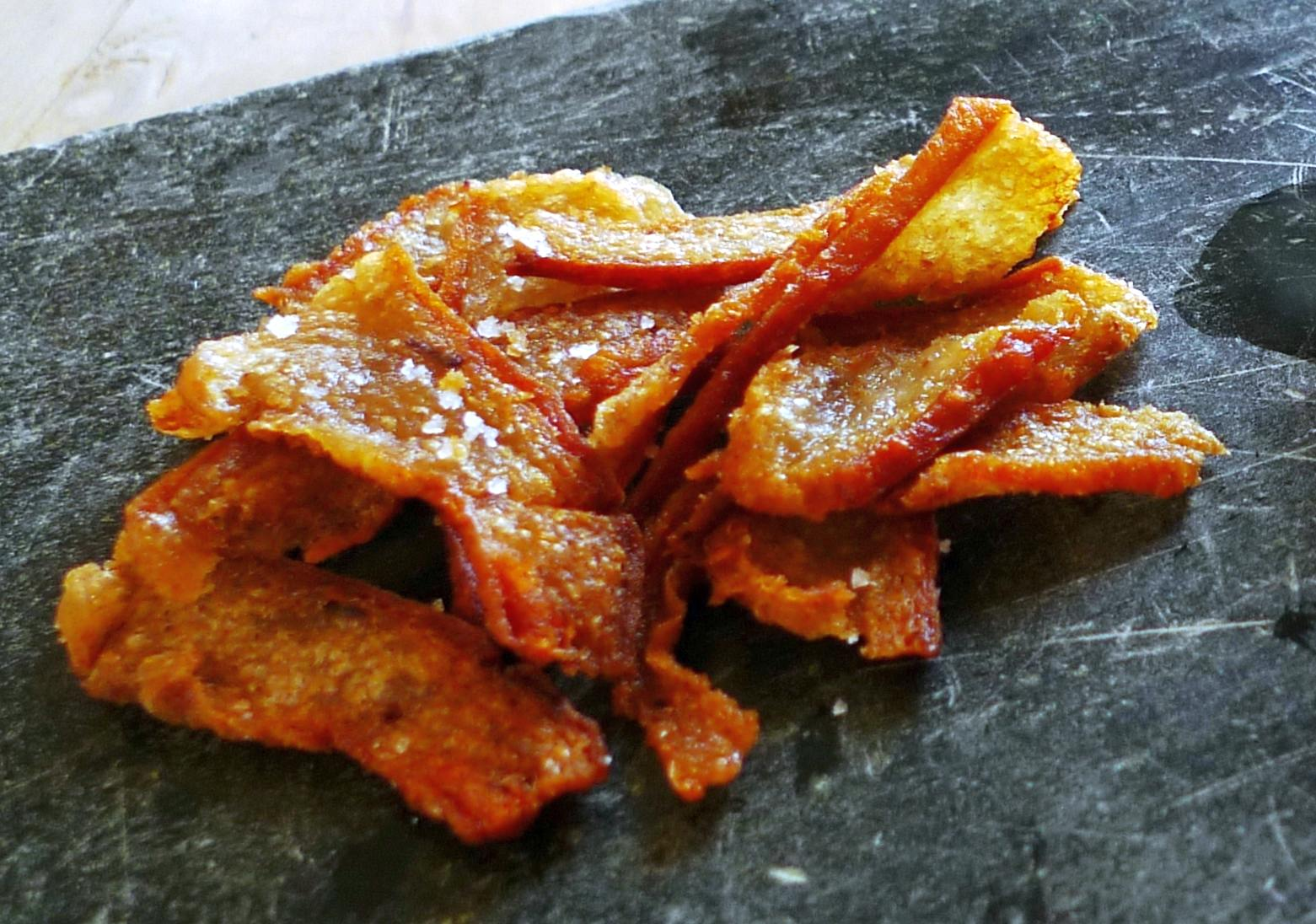
英式酒吧供应的猪油渣

## 食用方法
在中餐中，可撒糖作为零食，亦可用作猪油拌饭或炒菜、煲汤。